# Mexico op de Olympische Zomerspelen 1956
Mexico nam deel aan de Olympische Zomerspelen 1956 in Melbourne, Australië. Na het zilver van vier jaar geleden werd er nu goud en brons gewonnen, in beide gevallen door Joaquin Capilla.

## Medailleoverzicht
| Sport          | Olympiër        | Onderdeel     | Medaille |
| -------------- | --------------- | ------------- | -------- |
| Schoonspringen | Joaquin Capilla | 10m toren (m) | Goud     |
| Schoonspringen | Joaquin Capilla | 3m plank (m)  | Brons    |

## Deelnemers en resultaten
(m) = mannen, (v) = vrouwen 

### Atletiek
| Olympiër     | Discipline | Resultaat | Prestatie             |
| ------------ | ---------- | --------- | --------------------- |
| René Ahumada | 100m (m)   | 43e       | serie 1: 5de in 11,26 |
| René Ahumada | 200m (m)   | 31e       | serie 1: 3de in 21,96 |

### Gewichtheffen
| Olympiër         | Discipline  | Resultaat | Prestatie                                                                               |
| ---------------- | ----------- | --------- | --------------------------------------------------------------------------------------- |
| Guillermo Balboa | -67,5kg (m) | 17e       | drukken: 17de met 92,5kg trekken: 11de met 100kg stoten: 15de met 127,5kg totaal: 320kg |

### Moderne vijfkamp
| Olympiër                               | Discipline      | Resultaat | Prestatie      |
| -------------------------------------- | --------------- | --------- | -------------- |
| Antonio Almada                         | individueel (m) | 22e       | 3616,0 punten  |
| José Pérez                             | individueel (m) | 12e       | 4093,5 punten  |
| David Romero                           | individueel (m) | 29e       | 3227,5 punten  |
| Antonio Almada José Pérez David Romero | team (m)        | 5e        | 10981,0 punten |

### Roeien
| Olympiër      | Discipline | Resultaat | Prestatie                                           |
| ------------- | ---------- | --------- | --------------------------------------------------- |
| Jorge Roesler | skiff (m)  | DNF       | serie 3: 4de in 8.24,3 herkansingen: niet gefinisht |

### Schermen
| Olympiër     | Discipline | Resultaat | Prestatie                                                                         |
| ------------ | ---------- | --------- | --------------------------------------------------------------------------------- |
| Luis Jiménez | degen (m)  | 38e       | 1ste ronde groep 4: 7de met 0 overwinningen                                       |
| Benito Ramos | floret (m) | 22e       | 1ste ronde groep 1: 6de met 2 overwinningen                                       |
| Benito Ramos | sabel (m)  | 24e       | 1ste ronde groep 1: 4de met 1 overwinning kwartfinale 1: 7de met 0 overwinningen  |
|              |            |           |                                                                                   |
| Pilar Roldán | floret (v) | 10e       | 1ste ronde groep 2: 4de met 4 overwinningen halve finale 2: 6de met 1 overwinning |

### Schietsport
| Olympiër          | Discipline              | Resultaat | Prestatie                       |
| ----------------- | ----------------------- | --------- | ------------------------------- |
| Rodolfo Flores    | 50m pistool (m)         | 26e       | 507 punten: (82-85-90-80-88-82) |
| Raúl Ibarras      | 50m pistool (m)         | 15e       | 533 punten: (89-86-87-88-94-89) |
| Alfonso Castañeda | 25m snelvuurpistool (m) | 11e       | 571 punten: (285-286)           |
| Rodolfo Flores    | 25m snelvuurpistool (m) | 19e       | 556 punten: (272-284)           |

### Schoonspringen
| Olympiër        | Discipline    | Resultaat | Prestatie                                                       |
| --------------- | ------------- | --------- | --------------------------------------------------------------- |
| Juan Botella    | 3m plank (m)  | 10e       | voorronde: 9de met 78,27 punten finale: 10de met 127,32 punten  |
| Joaquín Capilla | 3m plank (m)  | Brons     | voorronde: 1ste met 90,24 punten finale: 3de met 150,69 punten  |
| Juan Botella    | 10m toren (m) | 10e       | voorronde: 12de met 69,39 punten finale: 10de met 125,45 punten |
| Alberto Capilla | 10m toren (m) | 9e        | voorronde: 7de met 74,18 punten finale: 9de met 132,74 punten   |
| Joaquín Capilla | 10m toren (m) | Goud      | voorronde: 2de met 78,68 punten finale: 1ste met 152,44 punten  |

### Wielersport
| Olympiër                                                 | Discipline            | Resultaat | Prestatie      |
| -------------------------------------------------------- | --------------------- | --------- | -------------- |
| Magdaleno Cano                                           | wegwedstrijd (m)      | 9e        | 5:23.40        |
| Francisco Lozano                                         | wegwedstrijd (m)      | DNF       | niet gefinisht |
| Felipe Liñan                                             | wegwedstrijd (m)      | DNF       | niet gefinisht |
| Rafael Vaca                                              | wegwedstrijd (m)      | DNF       | niet gefinisht |
| Magdaleno Cano Felipe Liñán Francisco Lozano Rafael Vaca | wegwedstrijd team (m) | DNF       | niet gefinisht |

### Worstelen
| Olympiër             | Discipline  | Resultaat   | Prestatie |
| Vrije stijl          | Vrije stijl | Vrije stijl | Vrije stijl |
| -------------------- | ----------- | ----------- | --- |
| Mario Tovar González | -67kg (m)   | 7e          | 1ste ronde: W van PHI Tanaquin 2de ronde: W van PAK Ashraf: 2-1 3de ronde: V van USA Evans: 0-3 4de ronde: V van JPN Kasahara |

### Zwemmen
| Olympiër            | Discipline           | Resultaat | Prestatie                                    |
| ------------------- | -------------------- | --------- | -------------------------------------------- |
| Walter Ocampo       | 200m vlinderslag (m) | 13e       | serie 1: 6de in 2.41,4                       |
| Eulalio Ríos Alemán | 200m vlinderslag (m) | 6e        | serie 2: 3de in 2.28,1 finale: 6de in 2.27,3 |
|                     |                      |           |                                              |
| Blanca Barrón       | 100m vrije slag (v)  | 28e       | serie 3: 5de in 1.09,5                       |
| Gilda Aranda        | 400m vrije slag (v)  | 18e       | serie 4: 6de in 5.24,2                       |

Afghanistan · Argentinië · Australië · Bahama's · België · Bermuda · Birma · Brazilië · Brits-Guiana · Bulgarije · Cambodja* · Canada · Ceylon · Chili · Colombia · Cuba · Denemarken · Duits eenheidsteam · Egypte* · Ethiopië · Fiji · Filipijnen · Finland · Frankrijk · Griekenland · Groot-Brittannië · Hongarije · Hongkong · Ierland · IJsland · India · Indonesië · Iran · Israël · Italië · Jamaica · Japan · Joegoslavië · Kenia · Liberia · Luxemburg · Malakka · Mexico · Nederland* · Nieuw-Zeeland · Nigeria · Noord-Borneo · Noorwegen · Oeganda · Oostenrijk · Pakistan · Peru · Polen · Portugal · Puerto Rico · Roemenië · Singapore · Sovjet-Unie · Spanje* · Taiwan · Thailand · Trinidad en Tobago · Tsjecho-Slowakije · Turkije · Uruguay · Venezuela · Verenigde Staten · Vietnam · Zuid-Afrika · Zuid-Korea · Zweden · Zwitserland*

*alleen deelgenomen in Stockholm